# Anomalorhiza
Anomalorhiza is een geslacht van neteldieren uit de familie van de Lychnorhizidae.

## Soort
- Anomalorhiza shawi Light, 1921